# Pál Joensen
Pál Joensen, ibland med den svenska stavningsvarianten Pål Jönsen, född 10 december 1990 i Vágur, Suðuroy, är en färöisk elitsimmare som tävlar för simklubben Susvim i hans hemstad Vágur. Hans tränare är Jón Bjarnason. I augusti 2010 vann Joensen silvermedaljen i herrarnas 1500m frisim vid Europamästerskapen i simsport 2010 i Budapest, med tiden 14:56:90, vilket innebar nytt nordiskt rekord. Joensen innehar många av Färöarnas nationsrekord i simning, inte enbart inom frisim. På kort bana innehar han de flesta rekorden i bröstsim, fjärilsim, och medley.

## Karriär
Pál Joensen är regerande juniormästare på 400, 800- och 1500 meter frisim, som han vann vid junior-EM i Belgrad 2008. Han innehar juniorrekordet på 800 meter frisim med tiden 7:56:90. Vid Island Games 2007 på Rhodos vann Joensen fem guldmedaljer och en bronsmedalj. I augusti 2010 blev Joensen den första färöiska idrottare att vinna en medalj vid internationella mästerskap, då han vann silvermedaljen vid herrarnas 1500 meter frisim. Den 3 november 2010 vann Joensen en världscuptävling i Moskva över distansen 1500 meter frisim.

### Internationella tävlingar

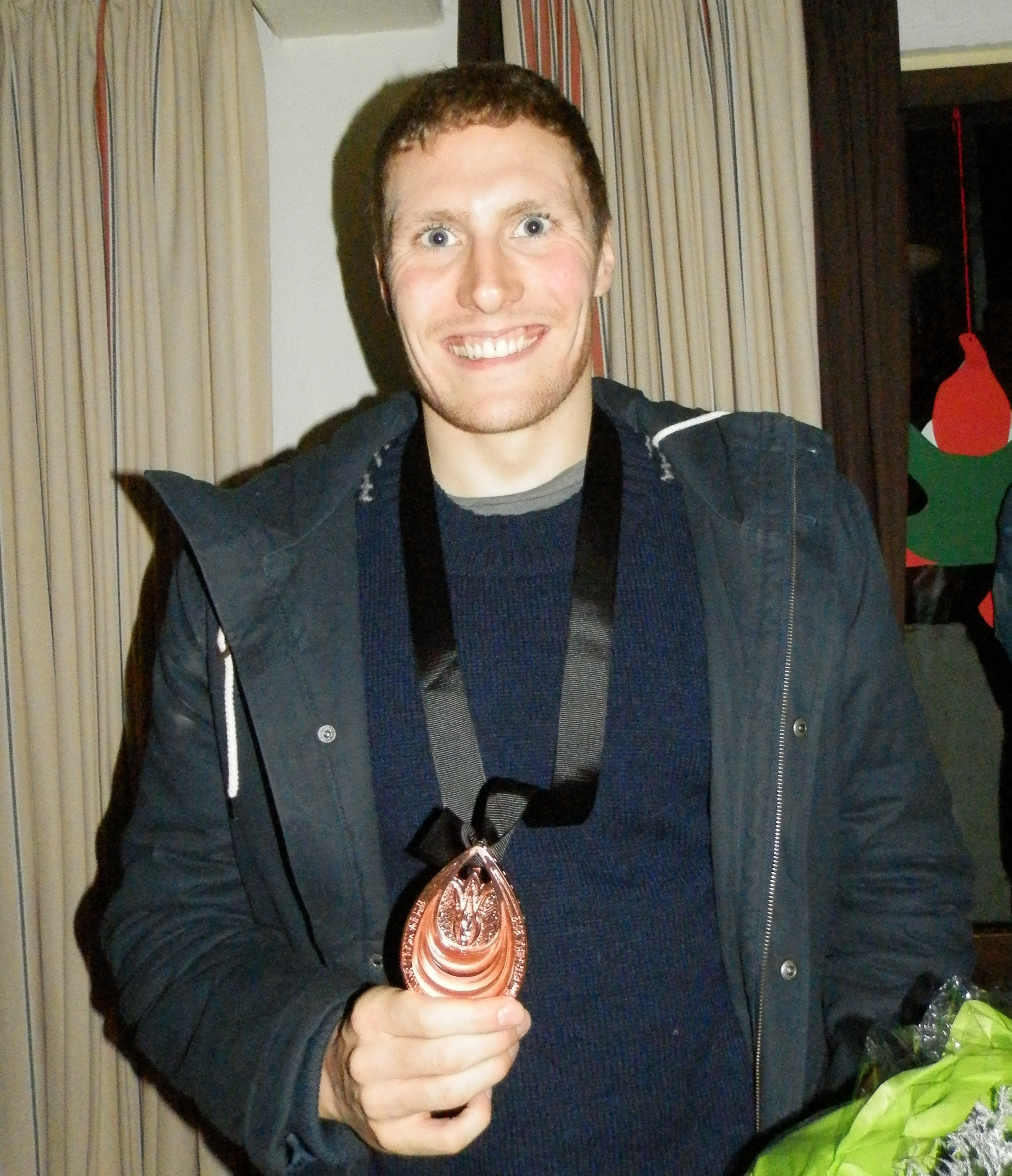
Pál Joensen med bronsmedaljen från kortbane-VM 2012, som i juni 2013 blev til en silverЗ.

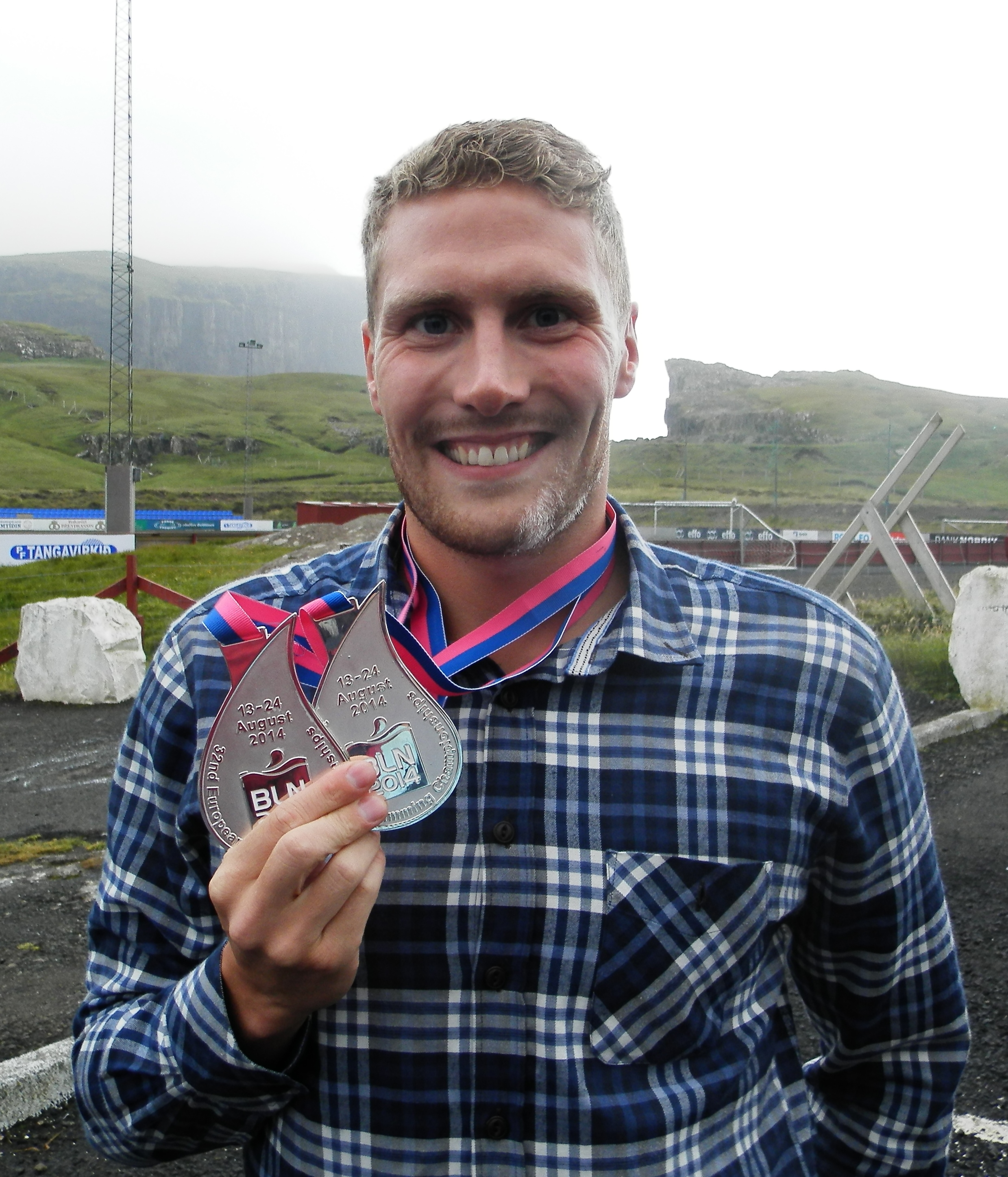
Pál Joensen med två silvermedaljer från långbane-EM 2014

#### Världsmästerskapen 2007 i Melbourne
Vid Världsmästerskapen i simsport 2007 i Melbourne, Australien, tävlade Joensen i fem individuella grenar - 50 m, 100 m, 200 m, 400 m, och 800 m frisim. Han lyckades inte ta sig vidare från något av tävlingsheaten.

#### Junioreuropamästerskapen 2008 i Belgrad
Pál Joensen vann tre guldmedaljer vid juniormästerskapen i Belgrad 2008. Han vann guld på distanserna 400 m, 800 m och 1500 m frisim.
- 400 meter - 3:51.44
- 800 meter - 7:56.90
- 1500 meter - 15:18,37

#### Internationella öspelen 2009 på Åland
Joensen vann guld och satte flera färöiska rekord vid de internationella öspelen 2009 på Åland. 

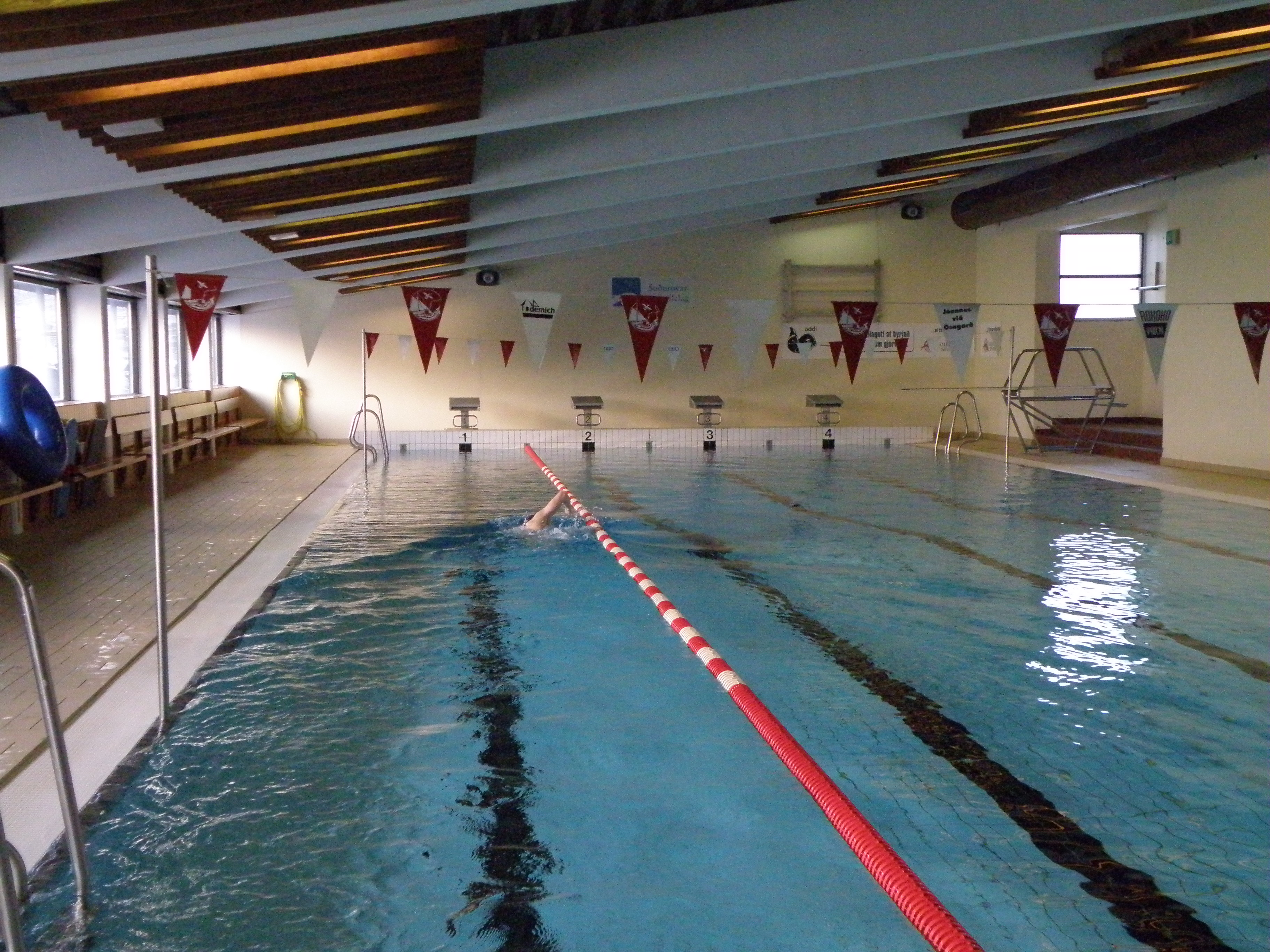
Joensen simmar i Vágurs simhall i sin hemort Vágur, en av de få bassängerna på Färöarna

| Simstil  | Distans    | Tid            |
| -------- | ---------- | -------------- |
| Frisim   | 100 meter  | 50.04          |
| Frisim   | 1500 meter | 15:44.68       |
| Bröstsim | 200 meter  | 2:16.06        |
| Frisim   | 200 meter  | 1:47.76        |
| Frisim   | 400 meter  | 3:45.87        |
| Frisim   | 50 meter   | 23.19 (oavgj.) |

#### Världsmästerskapen 2009 i Rom
Vid världsmästerskapen i simsport 2009 i Rom, Italien, deltog Joensen i samtliga tre tävlingar - 400 m, 800 m och 1500 meter frisim. Han lyckades inte ta sig vidare från något av tävlingsheaten.

#### Världscupen 2009 i Moskva
Vid världscupen i Moskva den 7 november 2009 vann Joensen herrarnas 1500 meter frisim (med tiden 14:32.64) på kort bana (25 meter), då han även slog sitt personliga rekord, som tidigare var 14:39.99, satt i december 2008. Han satte även nytt nordiskt rekord, som tidigare innehölls av dansken Mads Glæsner.

#### Världscupen 2009 i Stockholm
Vid världscupen i Stockholm den 11 november 2009 vann Joensen silvermedaljen vid herrarnas 1500 meter frisim på kort bana. Hans tid, 14:32.59, innebar nytt nordiskt rekord och han satte även nytt personligt rekord, som han bara fyra dagar tidigare satt i Moskva.

#### Världscupen 2009 i Berlin
Den 15 november 2009 vann Pál Joensen silver vid herrarnas 1500 meter frisim över kort bana vid världscupen i Berlin. Hans tid var 14:31.15, som innebar ännu ett nytt nordiskt, och personligt rekord. Detta var tredje tävlingen i rad som Joensen lyckades slå nordiskt rekord.

#### Kortbane-EM 2009 i Istanbul
Pál Joensen deltog i Europamästerskapen i kortbanesimning 2009 i Istanbul, Turkiet. Han deltog i grenarna 400 meter frisim och 1500 meter frisim. Joensen kvalificerade sig till finalen i 400 meter frisim, med drog sig ur finalen. Han simmade i stället finalen i 1500 meter frisim och slutade på en sjunde plats med tiden 14:38.00. Vann gjorde tysken Jan Wolfgarten, tvåa slutade italienaren Federico Colbertaldo och på tredje plats slutade dansken Mads Glæsner, som med tiden 14:26.74 satte nytt nordiskt rekord.

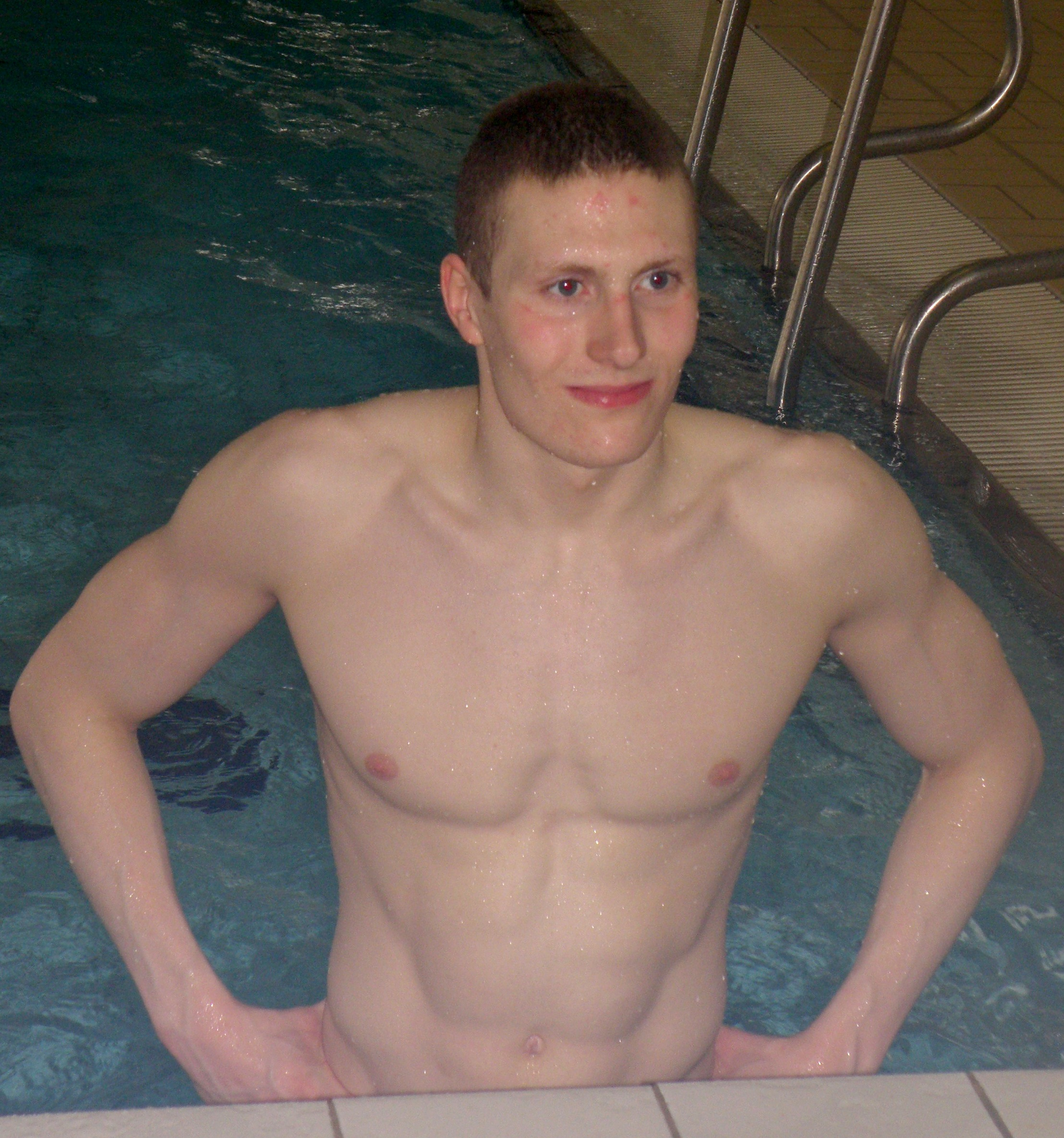
Pál Joensen i Vágurs simhall, 2009

#### Telkom nationella simningsmästerskap 2010 i Durban
Joensen deltog i grenarna 800 m och 1500 meter frisim för herrar vid simningsmästerskapet i Durban, Sydafrika 2010. Han vann guldmedaljen i 800 meter frisim med tiden 7:58.92, långt före tvåan från Sydafrika, Chad Ho, som slutade tvåa med tiden 8:09.04. Några dagar senare tävlade han i 1500 meter frisim, och slutade där på en tredjeplats med tiden 15:21.84. 

#### Stora Londonsimmet 2010
Pál Joensen deltog vid stora Londonsimmet 2010, som hölls den 3 juli 2010 i London, Storbritannien. Han slutade där fyra med tiden 16:47.45. Vann gjorde tysken Thomas Lurz. Detta var första gången som Joensen tävlade i en öppenvattenstävling.

#### Europamästerskapen i simsport 2010 i Budapest
Vid Europamästerskapen i simsport 2010 i Budapest, Ungern deltog Joensen i 1500 meter frisim. Den 10 augusti 2010 simmade han i kvalet, och slutade tvåa i kvalet med tiden 15:04.05. Bästa tid i kvalet hade italienaren Samuel Pizzetti, med tiden 15:03.32. Finalen hölls dagen därpå, 11 augusti. Fransmannen Sébastien Rouault vann guldet, och Pál Joensen slutade på en sensationell andra plats. Han simmade sin bästa tid någonsin, då han satte nordiskt- och personligt rekord. Topp tre:
1. Frankrike Sébastien Rouault - 14:55.17
2. Färöarna Pál Joensen - 14:56.90
3. Italien Samuel Pizzetti - 14:59.76[17]

#### Världscupen 2010 i Berlin
Vid världscupen 2010 i Berlin i oktober 2010 vann Joensen två silvermedaljer. Den 30 oktober vann han silver i herrarnas 400 meter frisim (kortbana), med tiden 3:44.45. Vann gjorde tysken Paul Biedermann på tiden 3:42.31. Dagen därpå, 31 oktober vann han silvret på distansen 1500 meter frisim (kortbana) med tiden 14:47.39. Vann gjorde Job Kienhuis från Nederländerna med tiden 14:40.11.

#### Världscupen 2010 i Moskva
Pál Joensen vann två guldmedaljer vid världscupen i Moskva. Han simmade i finalen på distansen 400 meter frisim den 2 november 2010 på tiden 3:45.56, vilket resulterade i en förstaplats. Dagen därpå, den 3 november, vann han guld i herrarnas 1500 meter frisim på tiden 14:50.66.

#### Världscupen 2010 i Stockholm
Joensen simmade i finalen på 400 meter frisim vid världscupen i Stockholm den 6 november 2010. Han vann bronset på tiden 3:46.13. Paul Biedermann från Tyskland vann guldet på 3:41.27, och Yannick Agnel från Frankrike tog silvret på tiden 3:41.42. Dagen därpå vann han silvret på distansen 1500 meter frisim, med tiden 14:54.21. Vann gjorde fransmannen Sébastien Rouault på tiden 14:37.29.

#### Världsmästerskapen i kortbanesimning 2010 i Dubai
Vid de 10:e världsmästerskapen i kortbanesimning 2010 i Dubai, deltog Joensen i 400 meter frisim efter att han kvalat in på sjunde bästa tid. Han deltog även i 1500 meter frisim, även där kvalade han in med sjunde bästa tid. Pál Joensen tog sig till semifinal på 1500 meter frisim med sjunde bästa tid. På 400 meter frisim slutade Joensen till slut på en trettonde plats. På 1500 meter frisim tog sig Pál till finalen  med fjärde bästa tid. I finalen slutade han på en trettonde plats.

#### Internationella öspelen 2011 på Isle of Wight
Pál Joensen deltog vid de internationella öspelen 2011 på Isle of Wight som pågick mellan den 25 juni och 1 juli. Pál vann 8 guld, 4 silver och 1 brons under tävlingarna.
- 100m frisim, guld på tiden 51,16
- 200m frisim, guld på tiden 1.49,83
- 400m frisim, guld på tiden 3.54,02
- 1500m frisim, guld på tiden 15.28,85[30]
- 400m medley, guld på tiden 4.23,10
- 200m bröstsim, guld på tiden 2.15,96
- 4x50m frisim, guld på tiden 1.33,59 (i lag med Magnus Jákupsson, Heðin Lisberg Olsen och Pauli Øssursson Mohr)[31]
- 4x100m frisim, guld på tiden 3.23,10
- 100m medley, silver på tiden 58,81
- 200m medley, silver på tiden 2.03,18
- 4x50m medley, silver på tiden 1.43,23
- 4x100m medley, silver på tiden 3.47,81
- 100m bröstsim, brons på tiden 1:03,78

#### Världsmästerskapen i simsport 2011 i Shanghai
I juli 2011 deltog Joensen i världsmästerskapen i simsport 2011, som gick av stapeln i Shanghai, Kina. Joensen deltog i grenarna 800- och 1500 meter frisim. På 800 meter frisim tog han sig till final på den näst bästa tiden, den nya färöiska rekordtiden 7.45,55. Finalen hölls den 27 juli och där lyckades Joensen inte vinna medalj, utan slutade på en femte plats.

## Statistik

### Internationella mästerskap
| Säsong (år) | Olympiska spelen | VM (långbane)                                                                                           | VM (kortbane)                                       | EM (långbane)                | EM (kortbane)                                      |
| ----------- | ---------------- | --- | --------------------------------------------------- | ---------------------------- | -------------------------------------------------- |
| 2007        |                  | 115:e 50m frisim 112:e 100m frisim 86:e 200m frisim 51:e 400m frisim 33:e 800m frisim 36:e 1500m frisim |                                                     |                              | 40:e 200m                                          |
| 2008        | deltog ej        | | 42:e 200m frisim 18:e 400m frisim 11:e 1500m frisim | deltog ej                    | 28:e 200m frisim 13:e 400m frisim 5:e 1500m frisim |
| 2009        |                  | 22:e 400m frisim 18:e 800m frisim 17:e 1500m frisim                                                     |                                                     |                              | 45:e 200m frisim 11:e 400m frisim 7:e 1500m frisim |
| 2010        |                  | | 13:e 400m frisim 13:e 1500m frisim                  | 5:e 800m frisim 1500m frisim | deltog ej                                          |
| 2011        |                  | 5:a 800m frisim 4:a 1500m frisim                                                                        |                                                     |                              | 32:a 200m frisim 4:a 800m frisim 5:a 1500m frisim  |

### Personliga rekord

#### Kortbana
Uppdaterad den 15 november 2010
| Tävlingsgren      | Tid      | Datum            | Plats             |
| ----------------- | -------- | ---------------- | ----------------- |
| 400 meter frisim  | 3:40.12  | 10 december 2009 | Istanbul, Turkiet |
| 800 meter frisim  | 7:43.38  | 12 december 2009 | Istanbul, Turkiet |
| 1500 meter frisim | 14:32.15 | 15 november 2009 | Berlin, Tyskland  |

#### Långbana
Uppdaterad den 28 juli 2011
| Tävlingsgren      | Tid      | Datum        | Plats            |
| ----------------- | -------- | ------------ | ---------------- |
| 400 meter frisim  | 3.48,57  | 7 april 2009 | Esbjerg, Danmark |
| 800 meter frisim  | 7.45,55  | 26 juli 2011 | Shanghai, Kina   |
| 1500 meter frisim | 14.46,33 | 31 juli 2011 | Shanghai, Kina   |

- Statistik: www.swimrankings.net

## Utmärkelser
I den brittiska tidningen The Telegraph i december 2010 utmärktes Pál Joensen efter sina insatser under sim-EM i Budapest 2010 med titeln "Årets nykomling" ("Runner-up of the year"). En av motiveringarna var att "Färöarna aldrig vinner någonting inom sport".

### Årets idrottare på Färöarna
Vid nyårsafton varje år delar Färöarnas nationella radio och television ut ett pris till årets bästa sportperson på Färöarna. Pál Joensen vann priset tre år i rad, från år 2007 (2007, 2008 och 2009).

## Privatliv
Pál Joensens yngre bror, Eyðbjørn Joensen (f. 1996), är även han en flitig simmare, som vunnit flera juniormedaljer på Färöarna.

### Fotnoter
1. 1 2  ”Historisk medalj för Färöarna”. svt.se. 11 augusti 2010. Arkiverad från originalet den 18 april 2013. https://archive.is/20130418201310/http://svt.se/2.21192/1.2103712/historisk_medalj_for_faroarna?lid=senasteNytt_1768914&lpos=rubrik_2103712. (svenska)
2. ↑  ”Pal JOENSEN”. The-Sports.org. http://www.the-sports.org/swimming-joensen-pal-results-identity-s10-c2-b4-o137-w31102.html. (engelska)
3. ↑  ”Färöiskt skrällsilver”. svd.se. 11 augusti 2010. http://www.svd.se/sportspel/nyheter/faroiskt-skrallsilver_5121569.svd. (svenska)
4. ↑  ”Suðringur trífaldur evropameistari - EJM 2008 í Beograd”. suduroy.net. 3 augusti 2008. Arkiverad från originalet den 25 maj 2012. https://archive.is/20120525122911/http://www.suduroy.net/itrottur/svimjing/pal-joensen-europameistari-ejm-2008.html. (färöiska)
5. ↑  ”Competitor Details - Pál Joensen”. rhodesresults2007.com. http://www.rhodesresults2007.com/Competitor.aspx?RegID=8706. (engelska)
6. ↑  Gilmour, Rod (12 augusti 2010). ”How a Faroe Islander came close to European swimming gold in Budapest”. telegraph.co.uk. Arkiverad från originalet den 15 augusti 2010. https://web.archive.org/web/20100815092329/http://www.telegraph.co.uk/sport/othersports/swimming/7940368/How-a-Faroe-Islander-came-close-to-European-swimming-gold-in-Budapest.html. Läst 7 november 2010. (engelska)
7. ↑  ”Pál bardi russisku bjørnina”. ssf.fo. 3 november 2010. http://www.ssf.fo/2010/11/03/pal-bardi-russisku-bjornina/. (färöiska)
8. ↑  ”GULL Í MOSKVA”. ssf.fo. 2 november 2010. http://www.ssf.fo/2010/11/02/gull-i-moskva/. (färöiska)
9. ↑  ”Games Records”. alandresults2009.com. http://www.alandresults2009.com/record.aspx. (engelska)
10. ↑  ”FINA Swimming World Cup 2009 Moscow”. omegatiming.com. Arkiverad från originalet den 22 november 2009. https://web.archive.org/web/20091122085038/http://omegatiming.com/swimming/racearchives/2009/moscow/C74A_ResSummary_118_Finals_Men_1500_Free.pdf. (engelska)
11. ↑  ”FINA Swimming World Cup 2009 Stockholm”. omegatiming.com. Arkiverad från originalet den 22 november 2009. https://web.archive.org/web/20091122050014/http://www.omegatiming.com/swimming/racearchives/2009/Berlin/C74A_ResSummary_118_Finals_Men_1500_Free.pdf. (engelska)
12. ↑  ”FINA Swimming World Cup 2009 Berlin”. omegatiming.com. Arkiverad från originalet den 22 november 2009. https://web.archive.org/web/20091122050014/http://www.omegatiming.com/swimming/racearchives/2009/Berlin/C74A_ResSummary_118_Finals_Men_1500_Free.pdf. (engelska)
13. ↑  ”European Short Course Swimming Championships Istanbul 2009”. omegatiming.com. Arkiverad från originalet den 28 december 2009. https://web.archive.org/web/20091228213206/http://www.omegatiming.com/swimming/racearchives/2009/Istanbul/C74A_ResSummary_130_Finals_Men_1500_Free.pdf. (engelska)
14. ↑  ”Four more qualify for the C'wealth Games”. supersport.co.za. 15 april 2010. http://supersport.co.za/aquatics/article.aspx?id=346212&headline=Four%20more%20qualify%20for%20the%20C%60wealth%20Games.[död länk] (engelska)
15. ↑  ”British Gas Great London Swim 2010 - Elite Races”. greatswim.org. Arkiverad från originalet den 6 juli 2010. https://web.archive.org/web/20100706185516/http://www.greatswim.org/Events/British-Gas-Great-London-Swim/EliteAthletes.aspx. (engelska)
16. ↑  ”30th European Swimming Championships Budapest, Hungary 2010”. omegatiming.com. Arkiverad från originalet den 21 augusti 2010. https://web.archive.org/web/20100821200239/http://omegatiming.com/swimming/racearchives/2010/Budapest2010/C74A_ResSummary_14_Heats_Men_1500_Free.pdf. (engelska)
17. ↑  ”European Long Course Championships: Sebastien Rouault, Camille Lacourt Chart Top-Ranked Times”. swimmingworldmagazine.com. 11 augusti 2010. Arkiverad från originalet den 19 augusti 2012. https://web.archive.org/web/20120819212348/http://www.swimmingworldmagazine.com/lane9/news/24797.asp?q=European%20Long%20Course%20Championships%3A%20Sebastien%20Rouault%2C%20Camille%20Lacourt%20Chart%20Top-Ranked%20Times. (engelska)
18. ↑  ”FINA Swimming World Cup 2010 Berlin, 400 m freestyle”. omegatiming.com. Arkiverad från originalet den 22 november 2010. https://web.archive.org/web/20101122110058/http://omegatiming.com/swimming/racearchives/2010/Berlin_2010/C73A1_Res1Heat_112_Finals_1_Men_400_Free.pdf. (engelska)
19. ↑  ”FINA Swimming World Cup 2010 Berlin, 1500 m freestyle”. omegatiming.com. Arkiverad från originalet den 22 november 2010. https://web.archive.org/web/20101122110104/http://www.omegatiming.com/swimming/racearchives/2010/Berlin_2010/C74A_ResSummary_118_Finals_Men_1500_Free.pdf. (engelska)
20. ↑  ”FINA Swimming World Cup 2010 Moscow, 400 m freestyle”. omegatiming.com. Arkiverad från originalet den 23 november 2010. https://web.archive.org/web/20101123004749/http://www.omegatiming.com/swimming/racearchives/2010/Moscow_2010/C73A1_Res1Heat_112_Finals_1_Men_400_Free.pdf. (engelska)
21. ↑  Vaitsechovskaja, Elena. ”Day 1: Pal Joensen (FAR) claims top spot in 400m free”. fina.org. Arkiverad från originalet den 16 augusti 2012. https://web.archive.org/web/20120816080617/http://www.fina.org/H2O/index.php?option=com_content&view=article&id=1723%3Amoscow-day-1-pal-joensen-far-claims-top-spot-in-400m-free&catid=46%3Aswimming-world-cup&Itemid=279. (engelska)
22. ↑  ”FINA Swimmin World Cup 2010 Moscow, 1500 m freestyle”. omegatiming.com. https://www.omegatiming.com/File/00010A050034000000FFFFFFFFFFFF01.pdf. (engelska)
23. ↑  ”FINA Swimming World Cup 2010 Stockholm, 400 m freestyle”. omegatiming.com. Arkiverad från originalet den 22 november 2010. https://web.archive.org/web/20101122154201/http://www.omegatiming.com/swimming/racearchives/2010/Stockholm_WC/C73A1_Res1Heat_112_Finals_1_Men_400_Free.pdf. (engelska)
24. ↑  ”FINA/ARENA Swimming World Cup 2010 - STOCKHOLM, men's 1500 m freestyle”. omegatiming.com. Arkiverad från originalet den 23 november 2010. https://web.archive.org/web/20101123005126/http://www.omegatiming.com/swimming/racearchives/2010/Stockholm_WC/C74A_ResSummary_118_Finals_Men_1500_Free.pdf. (engelska)
25. ↑  ”Men's 400m Freestyle 400m Nage Libre Hommes”. omegatiming. http://www.omegatiming.com/swimming/racearchives/2010/WSC_DUBAI/C32C_EntryList_22_Men_400_Free.pdf.[död länk] (engelska)
26. ↑  ”Entry List by Event - Men's 1500m Freestyle”. omegatiming. http://www.omegatiming.com/swimming/racearchives/2010/WSC_DUBAI/C32C_EntryList_40_Men_1500_Free.pdf.[död länk] (engelska)
27. ↑  ”Pál í finalu á HM í Dubai”. Svijming. 15 december 2010. http://www.svimjing.com/2010/12/15/story/pal-i-finalu-a-hm-i-dubai. (färöiska)
28. ↑  ”Pál 3:44.42 og nr 13 í 400 frí”. svijmning. 17 december 2010. http://www.svimjing.com/2010/12/17/story/pal-34442-og-nr-13-i-400-fri. (färöiska)
29. ↑  ”Men's 1500m Freestyle”. omegatiming. Arkiverad från originalet den 24 januari 2011. https://web.archive.org/web/20110124152034/http://www.omegatiming.com/swimming/racearchives/2010/WSC_DUBAI/C51A3_SLFinal_140_Finals_Men_1500_Free.pdf. (engelska)
30. ↑  NatWestiowResults2011.com
31. ↑  NatWestiowResults2011.com
32. ↑  ”Men's 800m Freestyle”. omegatiming.com. 27 juli 2011. Arkiverad från originalet den 17 april 2012. https://web.archive.org/web/20120417115216/http://www.omegatiming.com/swimming/racearchives/2011/shanghai2011/C73A1_Results%20%28One%20Heat%20-%20Individual%29_117_Heat1_Men_800_Free.pdf.
33. 1 2  Gilmour, Rod (31 december 2010). ”The year in swimming 2010: from Fran Halsall's brilliance to tragic death of Fran Crippen”. The Telegraph. Arkiverad från originalet den 7 januari 2011. https://web.archive.org/web/20110107060515/http://www.telegraph.co.uk/sport/othersports/swimming/8233355/The-year-in-swimming-2010-from-Fran-Halsalls-brilliance-to-tragic-death-of-Fran-Crippen.html. Läst 2 januari 2011. (engelska)
34. ↑  ”Pál Joensen aftur ársins ítróttarnavn”. portal.fo. 31 december 2009. Arkiverad från originalet den 15 april 2012. https://web.archive.org/web/20120415114657/http://portal.fo/?lg=67514. Läst 7 november 2010. (färöiska)
35. ↑  ”Eyðbjørn Joensen var størsti medaljuslúkurin”. sportal.fo. 2 maj 2009. http://www.sportal.fo/?lg=61026. (färöiska)
36. ↑  ”Suðuroyar Svimjifelag - Eyðbjørn Joensen”. susvim.mono.net. http://susvim.mono.net/8928/Ey%C3%B0bj%C3%B8rn%20Joensen. (färöiska)